# Dezvoltare economică
În economie, dezvoltarea economică reprezintă procesul prin care, prin implementarea de metode de reglementare economică are loc îmbunătățirea bunăstării și calității vieții membrilor unei națiuni, regiuni, comunități sau a unui individ.